# 黑人聯盟
黑人聯盟（英語：Negro Leagues）（邦恩聯盟）是主要由非裔美國人隊伍所組成的美國職業棒球聯盟。這個術語可以泛指聯盟之外的黑人職棒球隊，也可以專指自1920年之後七個相對成功的聯盟，它們有時被稱作「黑人大聯盟」。
1885年創建的第一支職業球隊，以古巴巨人隊之名獲得了巨大而持久的成功，然而第一個聯盟國家有色人種棒球聯盟卻在1887年只撐了兩週，即因票房太差而宣告失敗。一般認為1951年的黑人美國聯盟是他們的最後一個大聯盟球季，而最後一支職棒球隊印第安納波利斯小丑則自1960年代中期巡迴表演到1980年代為止。

## 歷史

### 業餘時代
第一場由兩支擁有正式隊名的黑人球隊交手的比賽，在1860年9月28日於新澤西州荷伯肯的艾莉西恩球場(Elysian Field)舉行。紐約威克斯維爾隊以11:0大勝有色人種聯合俱樂部。1862年，一位報社記者在前往報導兩支白人球隊的比賽途中，意外撞見了一場黑人球隊之間的比賽，並且為這場比賽做了報導。當時的人們普遍認為，棒球是一種兼具社交聚會功能的娛樂活動。
就在1865年南北戰爭結束後，以及隨後的重建時期裡，黑人棒球的舞台也在東部和中大西洋各州建立起來。幾個主要由退伍軍人組成，並由一些知名的黑人軍官獎助的球隊，如牙買加監督俱樂部、奧爾巴尼單身漢隊、費城精進隊以及芝加哥獨一隊開始彼此交手，也和每一個願意和他們同場競技的對手較量。
到了1860年代末期，費城成為黑人棒球的聖地。兩位前板球選手詹姆士·H·法蘭西斯(James H. Francis)和法蘭西斯·伍德(Francis Wood)組成了預言女神隊，在新澤西州康登聯邦街碼頭的登陸平台比賽，因為黑人的棒球比賽在城市裡很難獲得許可。預言女神隊的創辦人屋大維烏斯·卡托(Octavius Catto)決定申請加入國家棒球員協會(National Association of Base Ball Players)，通常是派代表出席年會，此外不過只是形式。但在1867年12月的年會中，協會通過決議，將「任何擁有一名以上有色人種選手的球隊」排除在外。不過，在某種程度上，被拒斥的黑球(Blackball)在種族隔離之下仍持續發展，當時的少數幾支黑人球隊不僅彼此對戰，也和白人球隊比賽。
四年後（1871年10月10日），卡托在離開有色青年學院(Institute for Colored Youth)時被一名白人謀殺。當時最優秀的黑人棒球隊也隨著他的死而告終。

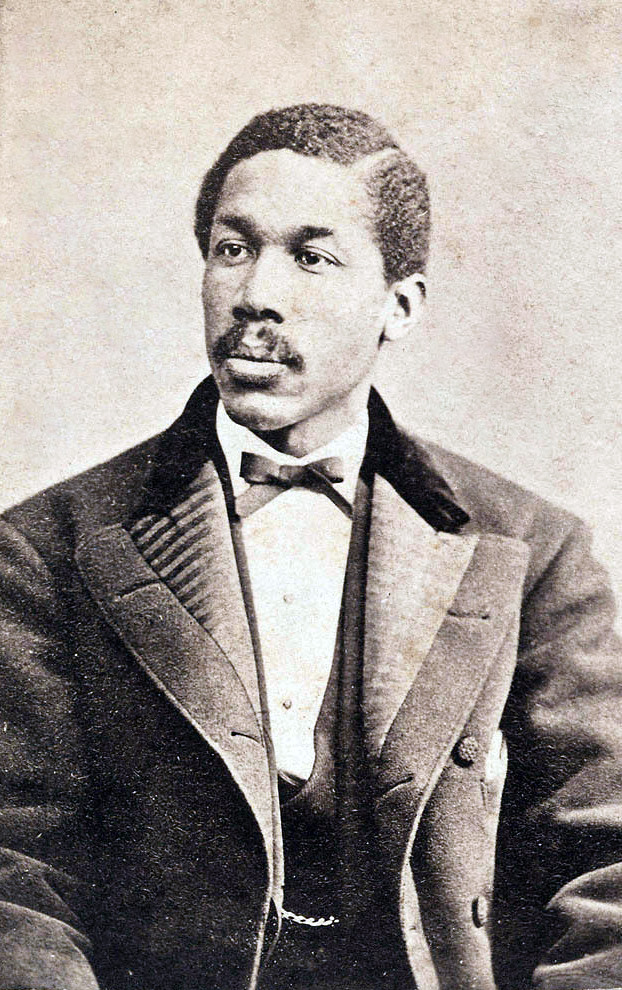
黑人棒球先驅者屋大維烏斯·卡托。

### 職業棒球
隨著國家協會於1871年組成，職業球賽主宰了棒壇。目前所知的第一位黑人職棒選手是巴德‧佛勒，他在1878年為麻薩諸塞州林恩(Lynn, Massachusetts)的國家協會球隊主投過幾場。1879年，當時還在就讀布朗大學(Brown University)的選手威廉‧愛德華‧懷特(William Edward White)或許是第一位在大聯盟登場的黑人球員，他為國家聯盟的普洛威頓斯灰衫軍隊(Providence Grays)出賽過一場。1884年，又有兩位黑人選手由於其母隊托萊多藍長襪隊(Toledo Blue Stockings)加入美國協會，而取得大聯盟資格，他們是摩西斯‧弗利伍德‧華克和威爾岱‧華克(Welday Walker)兄弟。弗利特‧華克一直待到季中，隨後因為受傷而被球隊藉故釋出；他弟弟只打了幾場比賽。接著在1886年，二壘手法蘭克‧葛蘭特(Frank Grant)加入了實力最強的小聯盟─國際聯盟的水牛城野牛隊，並以.340打擊率在聯盟排名第三。第二年球季，又有幾位黑人選手加入了國際聯盟，包括喬治‧史托維(George Stovey)和羅伯‧希金斯(Robert Higgins)兩位投手；然而，1888年卻是黑人球員被允許在那一層級的小聯盟亮相的最後一個球季。
第一支黑人球隊則誕生於1885年，那是由紐約州巴比倫村阿蓋爾旅館(Argyle Hotel)的侍者和腳伕所組成的巴比倫黑豹隊(Babylon Black Panthers)；他們隨即被新澤西州特靈頓(Trenton, New Jersey)的白人商人華特‧庫克(Walter Cook)相中。庫克將他們更名為古巴巨人隊，以吸引更多的白人球迷。巨人隊成軍之後不久，佛羅里達州傑克遜維爾(Jacksonville, Florida)的《領導報》組建了第一個黑人聯盟─南方棒球人聯盟(Southern League of Base Ballists)。南方聯盟由十隊組成：孟菲斯虧蝕隊(Memphis Eclipse)，亞特蘭大的喬治亞冠軍隊，沙瓦納淺湖隊(Savannah Broads)，孟菲斯尤里卡隊(Memphis Eurekas)，沙瓦納拉法葉隊(Savannah Lafayettes)，查爾斯頓富爾頓隊(Charleston Fultons)，傑克遜維爾運動家隊(Jacksonville Athletics)，新奧爾良工會隊(New Orleans Unions)，傑克遜維爾的佛羅里達快艇隊(Florida Clippers)，以及傑克遜維爾馬其頓人隊(Jacksonville Macedonians)。聯盟開幕戰在6月7日於路易斯安那州的新奧爾良舉行，由虧蝕隊出戰工會隊。但聯盟不久就債台高築，最終只撐了一年。
古巴巨人隊的成功，在1887年催生了第二個黑人聯盟─國家有色人種棒球聯盟。該聯盟共有九隊：波士頓堅忍隊(Boston Resolutes)，紐約高罕隊(New York Gorhams)，費城預言女神隊，華盛頓都城隊(Washington Capital Cities)，匹茲堡柱石隊(Pittsburgh Keystones)，諾福克紅長襪隊(Norfolk Red Stockings)，辛辛那提皇冠隊(Cincinnati Crowns)，巴爾的摩勳爵隊(Lord Baltimores)，以及路易斯維爾瀑布城隊(Louisville Fall Cities)。NCBBL總裁，來自巴爾的摩的黑人富商華特‧S‧布朗(Walter S. Brown)申請正式小聯盟資格獲准，因此也被納入大聯盟領導下的國家協議(National Agreement)保護之內；此舉阻止了職業棒球界的任何一支球隊和NCBBL旗下的球員簽約，從而將聯盟內的球員鎖定在他們的母隊中。這項保留條款足以年復一年地將球員羈留在母隊，但人算不如天算，聯盟很快就倒閉了。球季才打了一個月，堅忍隊就關門大吉。再過一週，只剩下三支球隊。
由於正版的古巴巨人隊是廣受歡迎的票房保證，許多名稱相似的球隊也紛紛出現，包括正宗古巴巨人隊（古巴巨人的新名字），布魯克林的皇家巨人隊，巴爾的摩巨人隊，還有在1900年代初期盛極一時的古巴X巨人隊(Cuban X-Giants)。除了紐約古巴明星隊(New York Cuban Stars)和哈瓦那巨人隊(Havana Giants)之外，這些以「古巴」為名的隊伍都是由美國黑人組成，而非古巴人；如此取名的用意是為了爭取更多白人贊助者，在那些日子裡，古巴和美國的關係非常密切。
還在白人小聯盟球隊奮鬥的極少數黑人球員，總是得面臨場內場外的語言與肢體暴力。當時的總統拉瑟福德‧海斯(Rutherford B. Hayes)簽署了1877年妥協案(the Compromise of 1877)，為南方實施吉姆·克勞法(Jim Crow Law)消除了所有法律障礙。更糟的是，1887年7月14日當天，由卡普‧安森(Cap Anson)領軍的芝加哥白長襪隊預定要和名單上擁有弗利特‧華克和喬治‧史托維的國際聯盟紐華克巨人隊交手；在安森率隊進場之後，他強硬要求黑人不得上場打球。紐華克屈服了；就在同一天稍晚，聯盟各球團老闆決議不再和任何黑人選手簽約，並逐項列舉這些選手帶來的「危害」。美國協會和國家聯盟隨即跟進。
1888年，中部各州聯盟(Middle States League)成立，並認可古巴巨人隊及其勁敵紐約高罕隊兩支黑人球隊，加入這個全由白人組成的聯盟。儘管兩隊是世仇，但他們還是合力組成一支巡迴表演隊伍─全美有色明星隊(Colored All Americans)；這使他們既能履行對聯盟的義務，也能同時打巡迴表演賽賺錢。但在1890年，巨人隊又開始以獨立球隊之身巡迴表演，結果到了1892年，整個東部只剩下一支黑人球隊在固定經營。

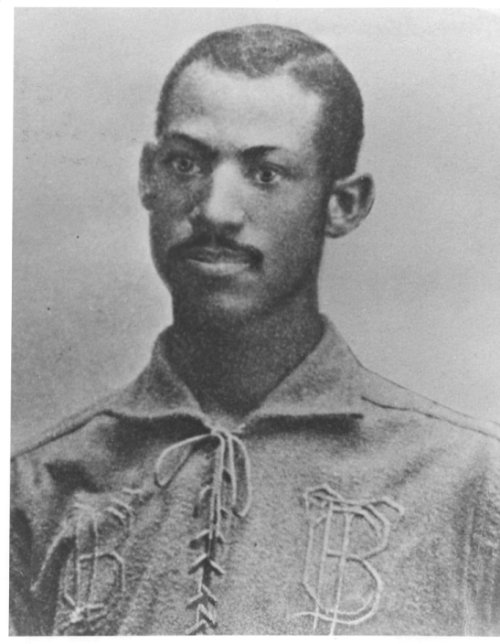
摩西斯·弗利伍德·華克是第一位具大聯盟等級的美國黑人選手。

### 法蘭克·李藍

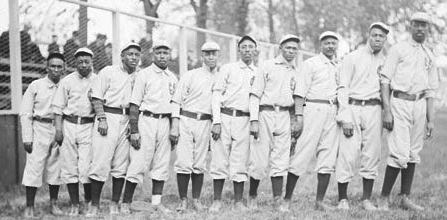
1905年的芝加哥聯合巨人隊

同樣是在1888年，法蘭克·李藍找來一些芝加哥的黑人商賈贊助業餘的黑人聯合棒球隊。李藍也從芝加哥市政府那兒獲得南區球場(South Side Park)的使用許可和租約，得以在這個容納五千人的球場比賽。他的球隊最終也加入職棒，更名為芝加哥聯合隊(Chicago Unions)。
在高罕隊打過一陣子之後，巴德·佛勒來到俄亥俄州芬利(Findlay, Ohio)的一支球隊。當他的隊伍在密西根州的亞德利安(Adrian, Michigan)比賽時，佛勒被當地兩位白人商人L‧W‧霍奇(L.W. Hoch)和羅拉‧泰勒(Rolla Taylor)說服，幫助他們組成一支由佩吉鐵絲網公司(Page Woven Wire Fence Company)資助的球隊─佩吉鐵絲網巨人隊。佩吉鐵絲網巨人隊後來成為一支找不到主場的強隊；於是他們在中西部四處巡迴，對一切挑戰者都來者不拒。他們的成就也成為黑人棒球在未來幾年的標準發展模式。
1898年球季結束後，佩吉鐵絲網巨人隊由於資金拮据而被迫解散。芝加哥的一位黑人商人艾爾文·蓋瑞特(Alvin H. Garrett)，以及佩吉鐵絲網隊的左外野手約翰·派特森(John W. Patterson)將球隊重組，更名為哥倫比亞巨人隊(Columbia Giants)。到了1901年，巨人隊又因為找不到比賽場地而被迫關門；於是李藍買下巨人隊，將它和自己的聯合隊合併（儘管最終的名單上沒有一個原巨人隊球員），並將他們命名為芝加哥聯合巨人隊。

### 魯比·佛斯特
由白人商人華特‧施利希特(Walter Schlichter)經營的費城巨人隊，在1903年的「有色人種世界大賽」輸給古巴X巨人隊時，引起了眾人的注目。帶領古巴隊奪冠的，是一位名叫安德魯‧「魯比」‧佛斯特的年輕投手。隔年，施利希特遵照黑人棒球的美好傳統，將佛斯特從古巴隊挖角過來，並在1904年兩隊再度交手時報了一箭之仇。費城隊從此穩居黑人棒球之冠，直到佛斯特於1907年轉檯到李藍巨人隊擔任球員兼教練（法蘭克‧李藍在1905年將他的芝加哥聯合巨人隊更名為李藍巨人隊）。
在此同時，白人商人納特‧史壯(Nat Strong)開始運用他對紐約市一帶棒球場的所有權，成為東岸黑人棒球最有力的提倡者。幾乎每一場在紐約地區舉行的比賽，都能讓史壯獲得一份紅利。最終，史壯更運用手段將布魯克林皇家巨人隊搞到無法經營，而後買下這支球隊，將它轉型為巡迴表演隊伍。
在佛斯特加入李藍巨人隊時，他要求不僅場上調度由他全權處理，連票務作業也要歸他管。佛斯特隨即把巨人隊變成無敵勁旅：他一再對球員灌輸搶佔壘包、每一球都打帶跑、藉由大量消耗球數干擾投手......等觀念；他也研究旗下投手的投球機制，任何一點瑕疵都無所遁形，使得最不起眼的投手也成了經驗老到的手藝家。佛斯特更將球隊的財務天平完全逆轉，他要求百分之四十的門票收入，遠超過李藍所擁有的百分之十，而最後也如願以償。
1909年球季結束，佛斯特以個人去留要求李藍退出球隊一切經營。李藍拒絕放棄對球隊的全部控制權，於是佛斯特辭職不幹，並經由激烈的法庭交鋒，牢牢掌握住李藍巨人隊的命名權。李藍帶走所有球員，重新組成一支芝加哥巨人隊，佛斯特則帶著李藍巨人隊侵入史壯的經營範圍。
早在1910年，佛斯特就開始主張回復全黑人聯盟的傳統概念。他堅決主張，黑人球隊必須由黑人老闆管理，這也使他成為史壯的直接競爭對手。1912年之後，佛斯特將他的球隊更名為芝加哥美國巨人隊(Chicago American Giants)，以吸引更大的球迷市場；同年，J‧L‧威金森(J.L. Wilkinson)也創辦了萬國(All Nations)巡迴表演隊；萬國隊後來成為黑人聯盟最著名、也最受歡迎的球隊之一，即堪薩斯君王隊(Kansas City Monarchs)。
1917年4月6日，美國正式加入第一次世界大戰。軍事基地和國防工業所需的龐大人力，加快了南方黑人向北方的遷移；這也形成了一個更廣大，更有利可圖的球迷市場。到了1919年終戰時，佛斯特再一次準備好成立黑人職棒聯盟。
1920年2月13至14日，會談在堪薩斯城正式展開，黑人國家聯盟及其管理機構全國有色人種職棒俱樂部協會(National Association of Colored Professional Base Ball Clubs)自此成立。聯盟最初由八支球隊組成：芝加哥美國巨人隊、芝加哥巨人隊、古巴明星隊、戴頓馬可隊(Dayton Marcos)、底特律星隊(Detroit Stars)、印第安納波里斯ABC隊(Indianapolis ABC's)、堪薩斯君王隊和聖路易巨人隊。佛斯特被任命為聯盟總裁，全權掌理聯盟一切事務，包括哪兩隊什麼時候在哪個球場比賽，以及比賽時需要何種球具（所有球具和裝備都必須向佛斯特購買）。身為聯盟的票務代理人(booking agent)，佛斯特還可以分得全部門票收入的百分之五。

### 黃金時代
1920年5月20日，印第安納波里斯ABC隊在黑人國家聯盟首季的開幕戰中擊敗了芝加哥美國巨人隊。然而，由於1919年芝加哥暴動，國民兵當時仍駐紮在巨人隊的主場─秀靈球場(Schorling's Park，即原來的南區球場)。這不僅迫使佛斯特取消巨人隊多達一個月的主場球賽，也讓新成立的聯盟顏面無光。1921年，另一個地區性的半職業黑人聯盟「黑人南方聯盟」也加入了佛斯特的全國有色人種職棒俱樂部協會。作為協會的付費成員，它也和黑人國家聯盟的其他球隊一樣受到保護，免於其他球隊的惡性挖角。
隨後，佛斯特准許約翰‧康納斯(John Connors)的大西洋城巴克拉克巨人隊(Atlantics Bacharach Giants)成為準會員(associate member)，勢力也更進一步深入納特‧史壯的領域。康納斯為了回報佛斯特協助他對抗史壯的恩情，於是轉而挖角艾德‧伯登(Ed Bolden)的希爾岱爾雛菊隊(Hilldale Daisies)。伯登別無選擇，只好和佛斯特的死敵納特‧史壯成為同盟。但與史壯和解不過幾天，伯登隨即變卦，加入佛斯特的黑人國家聯盟成為準會員。
到了1922年12月16日，伯登又一次見風轉舵，與史壯合組東部有色人種聯盟，成為佛斯特黑人國家聯盟的敵手。該聯盟起初有六支球隊：大西洋城巴克拉克巨人隊、巴爾的摩黑襪隊(Baltimore Black Sox)、布魯克林皇家巨人隊、紐約古巴明星隊、希爾岱爾隊，以及紐約林肯巨人隊(New York Lincoln Giants)。同時，國家聯盟旗下的球隊則陷入無法長久營運的麻煩；1921年球季之後就有三支球隊關門，必須由另三隊遞補，1922年球季後又有兩隊倒閉，1923年又解散兩隊，佛斯特則不斷由黑人南方聯盟晉升新球隊，以替換倒閉的隊伍。最後，佛斯特和伯登會面，同意自1924年起舉行一年一度的黑人聯盟世界大賽。
1925年球季，聖路易星隊正式在黑人國家聯盟嶄露頭角；在投手轉任的中外野手酷老爹‧貝爾(Cool Papa Bell)，以及游擊手威利‧威爾斯(Willie Wells)的努力之下，他們在下半季一舉拿下第二名。在佛斯特從一次瓦斯外洩死裡逃生之後，他荒唐的行為舉止被裁定為精神錯亂，最終在肯卡基精神病院(Kenkakee Asylum)度過餘生。隨後，佛斯特的黑人國家聯盟和東部有色人種聯盟在1927年進行了最後一次世界大賽。佛斯特退場之後，國家聯盟的老闆們選出威廉‧胡士頓(William H. Hueston)繼任聯盟總裁。伯登也在1927年步上佛斯特的後塵，由於無法承受太大的壓力而住進醫院。
東部聯盟在1927年倒閉，但很快就重組為美國黑人聯盟。新建的美國黑人聯盟成員一如東部聯盟，除了布魯克林皇家巨人隊解散，由家園灰衫軍隊(Homestead Grays)入替之外。美國黑人聯盟只維持了一季。黑人國家聯盟也在1931年球季後畫下句點，旗下部分球隊則加入此時僅存的黑人聯盟─黑人南方聯盟。

### 佩吉、吉布森和格林李
正當黑人聯盟眼看已經陷入最低點，並且即將走入歷史之際，坎伯蘭‧波西(Cumberland Posey)和他的家園灰衫軍隊適時登場。波西運用灰衫軍隊的人氣，作為1932年成立新的黑人聯盟─東西聯盟的基礎。除了他的灰衫軍之外，這個聯盟還包括克里夫蘭星隊(Cleveland Stars)、紐華克布朗隊(Newark Browns)、華盛頓領航員隊(Washington Pilots)、底特律狼隊(Detroit Wolves)、希爾岱爾雛菊隊、巴爾的摩黑襪隊，以及中西部的另一支古巴明星隊。到了1932年5月，底特律狼隊瀕臨解體，波西不願坐視該隊瓦解，因此大量挹注金錢支援；但狼隊仍在六月解散，此時灰衫軍之外的其他球隊也已無藥可救，波西也就不得不解散聯盟。
在波西所在城市（匹茲堡）的另一端，著名幫派份子與數字彩券莊家古斯‧格林李(Gus Greenlee)剛買下匹茲堡克勞佛隊(Pittsburgh Crawfords)。格林李對棒球最大的興趣，是以棒球作為數字彩券賭博的洗錢管道之一。但在聽說了家園鎮波西的那台賺錢機器之後，他對於這項運動和克勞佛隊也更加沉迷。1931年8月6日，薩奇‧佩吉首次披上克勞佛隊戰袍出賽。佩吉入隊之後，格林李大膽投資十萬美元新建一座格林李球場(Greenlee Field)。1932年4月30日開幕戰當天，投捕搭檔正是黑人棒球史上兩位最有市場價值的人物：薩奇‧佩吉和喬許‧吉布森(Josh Gibson)。
1933年，乘著克勞佛隊的超人氣，格林李決定成為下一個組織黑人聯盟的人。1933年2月，格林李和另外六支球隊的代表在他的克勞佛燒烤店(Crawford Grill)會議，正式通過了全國職棒俱樂部公會(National Organization of Professional Baseball Clubs)的規章。新聯盟的名字如同舊聯盟，也叫做黑人國家聯盟，成員則包括匹茲堡克勞佛隊、哥倫布藍鳥隊(Columbus Blue Birds)、印第安納波里斯ABC隊、巴爾的摩黑襪隊、布魯克林皇家巨人隊、柯爾的美國巨人隊(Cole's American Giants，原芝加哥美國巨人隊)，以及納許維爾精英巨人隊(Nashville Elite Giants)。格林李也想到照搬大聯盟的明星賽，唯一的不同點在於，大聯盟明星賽的參賽球員是由體育記者票選的，黑人聯盟則是由球迷票選產生。

### 第二次世界大戰
1941年12月7日日本偷襲珍珠港，將美國捲入第二次世界大戰。有了一戰的教訓，美國黑人誓言不讓自己再被排除於全國戰爭動員的有利影響─經濟成長與社會融合之外。
如同大聯盟，黑人聯盟也有許多球星前往海外參戰，因此缺席了至少一年；但在白人的大聯盟僅能勉強維持能見度之際，黑人聯盟的發展卻達到極盛。數百萬美國黑人投入軍事工業生產，並且在賺了大錢之後，讓各地的黑人聯盟球賽場場爆滿。生意興隆到連哈林籃球隊的創辦人亞伯‧薩波斯坦(Abe Saperstein)也成立了一個新聯盟─黑人中西部聯盟，這是近似於黑人南方聯盟的小聯盟。
黑人聯盟世界大賽於1942年恢復舉行，這次是由東岸的黑人國家聯盟和中西部的黑人美國聯盟冠軍隊交手。這項世界大賽一直舉行到1948年，黑人國家聯盟贏得四座總冠軍，黑人美國聯盟也贏了三次。

### 佩吉─吉布森的偉大對決
一個不斷被傳誦的黑人棒球傳奇，發生在1942年9月8日黑人聯盟世界大賽的第二場，主角則是黑人棒球史上最有名的兩位傳奇人物，堪薩斯君王隊的薩奇‧佩吉和家園灰衫軍隊的喬許‧吉布森兩人的王牌對決。不幸的是，這個故事的絕大部分都只是傳說，而非事實。
根據其中一種常見的說法，佩吉在第七局2:0領先時上場投球。他先被第一位打者傑瑞‧班傑明(Jerry Benjamin)敲出三壘打；兩出局三壘有人的情況下，佩吉故意保送下兩棒維克‧哈里斯(Vic Harris)和霍華‧伊斯特林(Howard Easterling)，好在滿壘時對決棒球場上最恐怖的打者吉布森。接著，佩吉一邊嘲弄吉布森，一邊投出快速球（「這球會像豌豆一樣飛到你膝蓋上」），讓他站著被三振。另一個故事的版本，則是設定在第九局超前分在得分圈時。
美國棒球研究會(SABR)最近的研究顯示，佩吉是在第六局時上場，保護日後同樣入選名人堂的先發投手希爾頓‧史密斯(Hilton Smith)留下的2:0領先。灰衫軍在第七局靠著三支安打攻佔滿壘，而佩吉三振吉布森化解危機，前兩球都讓他打成界外，第三球則是揮棒落空。在君王隊八局上半將比數拉大到5:0之後，灰衫軍則在八局下從佩吉手上搶下四分（包括兩分自責分），但這個半局吉布森沒碰上佩吉。佩吉在九局下讓對手三上三下（包括成為第二個出局者的吉布森），整場比賽沒有投出保送。最終君王隊以8:4獲勝，佩吉記上一次救援成功。
這個傳說的第一個版本是在這場比賽之後二十年，吉布森去世十五年之後，佩吉在他的自傳《也許我會永遠投下去》(Maybe I'll Pitch Forever)裡親口敘述的，但缺乏同時代人的佐證。巴克‧歐尼爾(Buck O'neill)的重述可能是以佩吉書中的說法為基礎，並且在事隔多年之後又做了些潤飾。

### 整合
1944年，比爾‧維克打算把費城費城人隊買下來，並且立即聘用黑人球員；當大聯盟主席藍迪斯法官(Judge Landis)得知維克的計畫，立即要求國家聯盟買下費城人隊，並宣布由威廉·考克斯(William Cox)接手。（儘管這個故事長久以來都是被普遍接受的棒球軼事，它的真實性則在近年來受到幾位研究者的質疑。）
1945年3月，白人的大聯盟成立了大聯盟棒球整合委員會(Major League Committee on Baseball Integration)，成員包含約瑟夫·雷尼(Joseph P. Rainey)、賴瑞·麥克菲爾(Larry MacPhail)和布蘭奇·瑞基(Branch Rickey)。由於公開批評整合的麥克菲爾一再推拖，委員會始終開不成會。瑞奇則以新成立一個全黑人聯盟為名，派遣球探到美國各地、墨西哥和波多黎各，尋找打破膚色界限的最完美人選。他的名單最後縮小到三個人：羅伊·坎潘奈拉、唐·紐康伯和傑基‧羅賓森。
1945年8月28日，傑基·羅賓森和瑞基在布魯克林會面；瑞基以凶狠的怒罵，以及一連串種族歧視稱呼「考驗」羅賓森，讓他知道這些話是從他和白人同場競技的第一天就得聽到的；羅賓森在通過考驗之後正式簽約，合約規定，他對任何其他球團都沒有「書面或道德上的義務」。這項條款的加入，也開啟了將實際作為商業組織的黑人聯盟徹底剷除的先河。
為擺脫媒體追蹤，使自己的意圖不為人知，瑞基密切參與了古斯‧格林李對黑人棒球新一波的掠奪行動─合眾國聯盟(United States League)。格林李在1945年創立這個聯盟，以此報復黑人國家聯盟各隊的老闆將他逼退。瑞基抓住這個機會，讓大眾相信他的興趣在於為黑人棒球清理門戶，而不是打破大聯盟的膚色界限。到了1945年仲夏，瑞基的羅賓森計畫一旦準備就緒，他隨即退出聯盟運作；聯盟也在1946年球季結束後瓦解。
在民權團體施壓下，紐約州議會在1945年通過了公平就業法案(Fair Employment Practices Act)，接著又通過昆恩─艾夫斯法案(Quinn-Ives Act)，禁止雇用人手的族群歧視。同時，紐約市長費烈羅·拉瓜迪亞(Fiorello LaGuardia)也組成了棒球事務委員會(Mayor's Commission on Baseball)，研究大聯盟種族整合的可能性。這一切都使瑞基決定提早宣布和羅賓森簽約之事。1945年10月23日，蒙特婁皇家隊總裁赫克托‧拉辛(Hector Racine)宣布：「我們簽下了這孩子。」
1946年初，瑞基又簽下坎潘奈拉、紐康伯、約翰·萊特(John Wright)和洛伊·帕特洛(Roy Partlow)等四位黑人球員，但這次並未大張旗鼓。在大聯盟於1947年正式展開種族整合，傑基·羅賓森從四月開始正式為布魯克林道奇隊出賽之後，對黑人聯盟的興趣隨之衰退。被看作潛力新秀的黑人選手往往直接被大聯盟球團簽下，完全不顧他們先前和黑人聯盟球團簽下的合約。對這項發展怨聲載道的黑人聯盟老闆們，陷入一種毫無勝算的處境；他們若不阻止球員前進大聯盟，就無法保障自身的權益。到了1948年，道奇隊和維克的克里夫蘭印地安人隊都打破了膚色界限。黑人聯盟也在同一時間「打破膚色界限」，1946年球季為克里夫蘭七葉樹隊效力的艾迪·克萊普(Eddie Klep)，成為第一個打黑人聯盟的白人選手。

### 黑人聯盟的終結
有些人提議將黑人聯盟引進大聯盟職棒體系之中，為黑人球員提供成長環境；但這樣的提案被認為是與種族隔離完全取消的目標背道而馳的。因此，一度是黑人所擁有最龐大、利潤最豐厚事業的黑人聯盟，也就只能凐沒於歷史之中。
和大聯盟球隊簽約的選手數量，從一開始的涓涓細流逐漸變成了滾滾洪流。大多數人簽的是小聯盟約，還有許多人載浮載沉，即使在小聯盟一級有所成就，也只能遊走於不同小聯盟球隊之間。但他們畢竟進入了大聯盟體系，成為大聯盟娛樂工業的一份子。
黑人國家聯盟在1948年球季之後，隨著灰衫軍隊重新踏上巡迴表演之途、鷹隊搬到德州休士頓，紐約黑洋基隊倒閉而宣告結束。灰衫軍隊也在一年後不堪巡迴表演虧損三萬美元的重擔而解散。於是，1949年仍在營運的黑人「大」聯盟，只剩下黑人美國聯盟；但它在兩年之內也退化到小聯盟程度，並且在1958年結束最後一場比賽。
最後一場明星賽於1962年舉行，到了1966年，印第安納波里斯小丑隊成了唯一一支還在比賽的黑人聯盟隊伍。小丑隊直到1980年代都還在打表演賽，但早已不再是運動競賽，而只是博君一笑的場邊餘興。

## 著名的黑人聯盟
- 黑人國家聯盟（Negro National League，第一個），1920年—1931年
- 東部有色人種聯盟（Eastern Colored League），1923年—1928年。黑人國家聯盟冠軍和東部有色人種聯盟冠軍自1924年到1927年舉行世界大賽。
- 美國黑人聯盟（American Negor League），由幾支ECL隊伍分化而成，只在1929年維持一個球季。
- 東西聯盟（East-West League）在1932年只打了不到一季。
- 黑人南方聯盟（Negro Southern League）是從1920年持續到1940年代的小聯盟組織，1932年，它合併了第一個黑人國家聯盟的幾支隊伍，以大聯盟形式運作了一年。
- 黑人國家聯盟（第二個），1933年—1948年
- 黑人美國聯盟（Negro American League），1937年—1960年前後。（1950年之後，聯盟及其球隊的經營方式有所變革，主要是巡迴表演形態，但歷史學家很難確定聯盟究竟什麼時候結束。）國家聯盟和美國聯盟自1942年到1948年進行黑人聯盟世界大賽。

## 黑人聯盟和名人堂
入選名人堂的球員
黑人聯盟球員 （7名）
Ray Brown、Willard Brown、Andy Cooper、Biz Mackey、Mule Suttles、Cristóbal Torriente、Jud Wilson 
早期黑人聯盟球員 （5名）  
Frank Grant、Pete Hill、José Méndez、Louis Santop、Ben Taylor 
黑人聯盟行政人員 （4名）  
Effa Manley、Alex Pompez、Cum Posey、J.L. Wilkinson 
早期黑人聯盟行政人員、總教練、球員和歷史學家 （1名） 
Sol White

## 博物館
黑人聯盟棒球博物館位於密蘇里州堪薩斯市的十八街─藤街史蹟特區(18th and Vine Historic District)。

## 花絮
- 漢克·阿倫是最後一個在大聯盟成為正式先發選手的黑人聯盟球員。
- 米尼·米諾索(Minnie Miñoso)是最後一位在大聯盟登場比賽的黑人聯盟選手，他在1980年為芝加哥白襪隊出賽兩場。
- 巴克·歐尼爾是最後一位在職棒比賽中登場亮相的黑人聯盟選手，他在2006年的北方聯盟明星賽中，為兩支明星隊分別露臉一次。
- 傑基·羅賓森使用的42號在1997年4月15日起被大聯盟所有球隊列為退休背號。基於不溯既往原則，在該日之前已使用42號的13名球員可保留此號直到退休，紐約洋基隊投手馬里安諾·李維拉（Mariano Rivera）在2013年引退後，42號正式從大聯盟退休。

## 另見
- List of first black Major League Baseball players by team and date

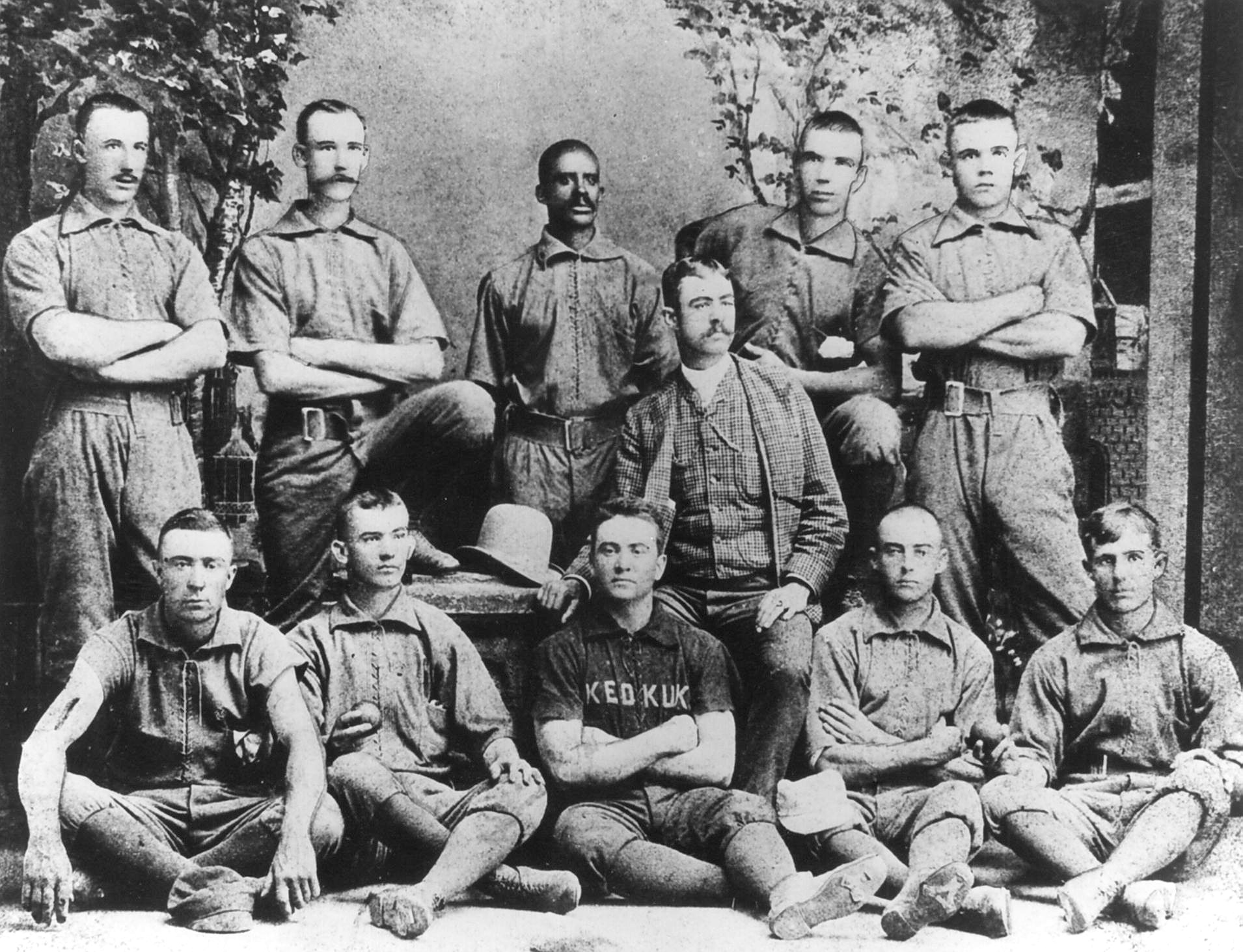
第一位黑人職棒球員巴德·佛勒（Bud Fowler）和他的其中一支球隊，愛阿華州基奧卡克的西部隊。

- List of Negro League baseball teams
- Toni Stone, Mamie Johnson, Connie Morgan the only women to play in the leagues
- Negro Leagues Baseball Museum

### 引用
1. ↑  . Afrolumens Project.   [June 22, 2005]. （原始内容存档于2006-12-24）.
2. ↑  Mark Ribowsky. . Carol Publishing Group. 1995. ISBN 978-0-8065-1868-8.
3. ↑  Ribowsky p.279

### 書目
- Only the Ball was White by Robert Peterson (1970) ISBN 978-0-19-507637-0
- Josh and Satch by John Holway; parallel biographies of Josh Gibson and Satchel Paige ISBN 978-0-88184-817-5
- The Biographical Encyclopedia of the Negro Baseball Leagues edited by James Riley (new edition 2001) ISBN 978-0-7867-0959-5
- A History of Colored Base Ball by Sol White.  First printed in 1907 as Sol White's Official Base Ball Guide, now reprinted by the University of Nebraska ISBN 978-0-8032-9783-8
- Don't Look Back: Satchel Paige in the Shadows of the Game, Mark Ribowsky (biography)
- Josh Gibson: The Power and the Darkness Mark Ribowsky (biography)
- Shades of Glory:  The Negro Leagues and the Story of African-American Baseball, Lawrence D. Hogan (National Geographic 2006)

第一手紀錄
- Blackball Stars, as told to John Holway; a collection of first-person accounts of the Negro Leagues by the men who played in them ISBN 978-0-88736-094-7
- I Was Right On Time by Buck O'Neil ISBN 978-0-684-83247-0
- Maybe I'll Pitch Forever by Satchel Paige ISBN 978-0-8032-8732-7
- Some Are Called Clowns by Bill Heward & Dimitri Gat (1974). The first white player with the Indianapolis Clowns tells of his 1973 season of barnstorming. ISBN 978-0-690-00469-4
- Ruling Over Monarchs, Giants & Stars: Umpiring in the Negro Leagues & Beyond, by Bob Motley. First hand account of umpiring in the dying days of Negro League ball. ISBN 978-1-59670-236-3

## 外部連結
- Black Baseball's Negro Baseball Leagues（页面存档备份，存于）
- Negro League Baseball Players Association（页面存档备份，存于）
- Negro Leagues Baseball Museum web site
- Negro League Baseball Project (3 interviews) via Western Historical Manuscript Collection - University of Missouri-St. Louis